# CC-Link
CC-Linkは、多くのメーカーのデバイスを交信できるようにするオープンな産業用ネットワークである。CC-Linkは、多くの場合、製造業におけるセルまたはプロセス制御用途の機械に使われるが、プロセス制御やビルの設備制御にも使われる。

## 歴史
CC-Linkは、オープンアーキテクチャのネットワークとして1996年、三菱電機株式会社によって開発された。2000年、CC-Linkは、オープンなネットワークとしてリリースされ、個別の自動化機器の製造メーカーが製品をCC-Link互換として参入できるようになった。時を同じくしてNPO CLPA（CC-Link協会）がネットワーク技術の管理とメンバーのサポートを行うために設立された。数千のメーカーから販売される多くのCC-Link互換製品が利用できるようになっている。CC-Linkには、いくつかの異なる発展形がある。CC-Link, CC-Link LT, CC-Link Safety, CC-Link IE (産業用イーサネット) - CC-Link IE Control と CC-Link IE Fieldである。互換製品には、パソコン、PLC、ロボット、サーボドライブ、モータードライブ、バルブマニホールド、デジタルおよびアナログ入力モジュール、温度調節器、マスフローコントローラなどが含まれる。今日では、世界中でCC-Link対応機器が使われている。

## 規格化
- フィールドバス標準として IEC 61158 および IEC 61784として認証されている。
- ISO 15745-6 自動化システムと統合システムとして国際標準に認証されている。
- SEMI (半導体製造業協会) のセンサー・アクチュエータのためのネットワーク国際標準 SEMI E54.12に認定されている。
- 中国国家標準 GB/T 19760-2008 制御と情報フィールドネットワーク、GB/T 20099.4-2006 中国ビルオートメーション標準として認証されている。
- 韓国国家標準 KSB ISO 15745-5 として認証されている。
- 台湾標準 CNS 15252X6068として認証されている。

## 技術情報
- 10Mbpsの転送速度
- RS-485をベースとし、1.2 kmの伝送距離、リピータを用いて13.2 kmの伝送距離
- ネットワーク当たり64局
- 伝送速度に依存するが、64のI/O局で3.9 ms以下のスキャンタイム
- 待機マスタとホットスワップできるマスタ・スレーブ構成のネットワーク